# PESEL
PESEL (Pools: Powszechny Elektroniczny System Ewidencji Ludności, "Algemeen Elektronisch Bevolkingsregistersysteem") is het centrale bevolkingsregister van Polen. Iedere vaste of tijdelijke inwoner van het land heeft binnen dit register een uniek persoonsgebonden nummer, dat in Polen dezelfde rol vervult als het Nederlandse burgerservicenummer en het Belgische rijksregisternummer. Het systeem werd in 1979 door de communistische overheid van de toenmalige Volksrepubliek Polen ingevoerd op grond van een wet uit 1974. Het wordt bijgehouden door het Poolse Ministerie van Binnenlandse Zaken.
Naast een uniek nummer bevat het PESEL-bestand gegevens over onder meer huidige en vroegere namen, namen van de ouders, geboortedatum en -plaats, geslacht, nationaliteit, burgerlijke staat, adresgegevens en verblijfsstatus.
PESEL-nummers worden verstrekt aan Poolse staatsburgers en buitenlanders die hun vaste woon- of verblijfplaats in Polen hebben of meer dan 3 maanden in Polen verblijven (op verzoek van de gemeente), alsmede aan Poolse staatsburgers in het buitenland die een paspoort willen aanvragen (op verzoek van de Poolse consul). Het nummer is in principe onveranderlijk, doch kan in bepaalde gevallen worden gewijzigd, bijvoorbeeld wanneer een persoon van geslacht verandert, wanneer iemands geboortedatum naderhand onjuist blijkt te zijn of wanneer een nummer door een administratieve fout aan meerdere personen is toegekend.

## Samenstelling
Het PESEL-nummer bestaat uit 11 cijfers en is opgebouwd uit de volgende elementen:
- De eerste zes cijfers vormen de geboortedatum volgens het formaat JJ-MM-DD
  - De eerste twee cijfers daarvan bestaan uit de laatste twee cijfers van het geboortejaar: 1972 wordt dus: 72
  - De volgende twee cijfers bestaan uit de maand. Voor personen die in de jaren 1900-1999 zijn geboren, blijft dit nummer ongewijzigd: september wordt 09. Voor andere geboortejaren:
    - 1800-1899: maand + 80
    - 2000-2099: maand + 20
    - 2100-2199: maand + 40
    - 2200-2299: maand + 60
- De cijfers zeven t/m tien bestaan uit een persoonlijk rangtelnummer
  - het tiende cijfer heeft betrekking op het geslacht (vrouwen hebben een even getal, mannen een oneven getal)
- Het elfde cijfer is een controlecijfer, dat als volgt wordt berekend:
  - 1*a + 3*b + 7*c + 9*d + 1*e + 3*f + 7*g + 9*h + 1*i + 3*j
  - het laatste cijfer van deze optelsom wordt van afgetrokken van 10; is het resultaat nul, dan is ook het controlecijfer nul.

### Voorbeeld
02211307589 betekent:
- 022113 – de persoon is op 13 januari 2002 geboren.
- 0758 – het persoonlijke rangtelnummer (uit 8 valt af te leiden dat het een vrouw betreft)
- 1*0 + 3*2 + 7*2 + 9*1 + 1*1 + 3*3 + 7*0 + 9*7 + 1*5 + 3*8 =

0   + 6   + 14  + 9   + 1   + 9   + 0   + 63  + 5   + 24  = 131.
Het controlenummer is dus (10-1) = 9